# Buick Gran Sport

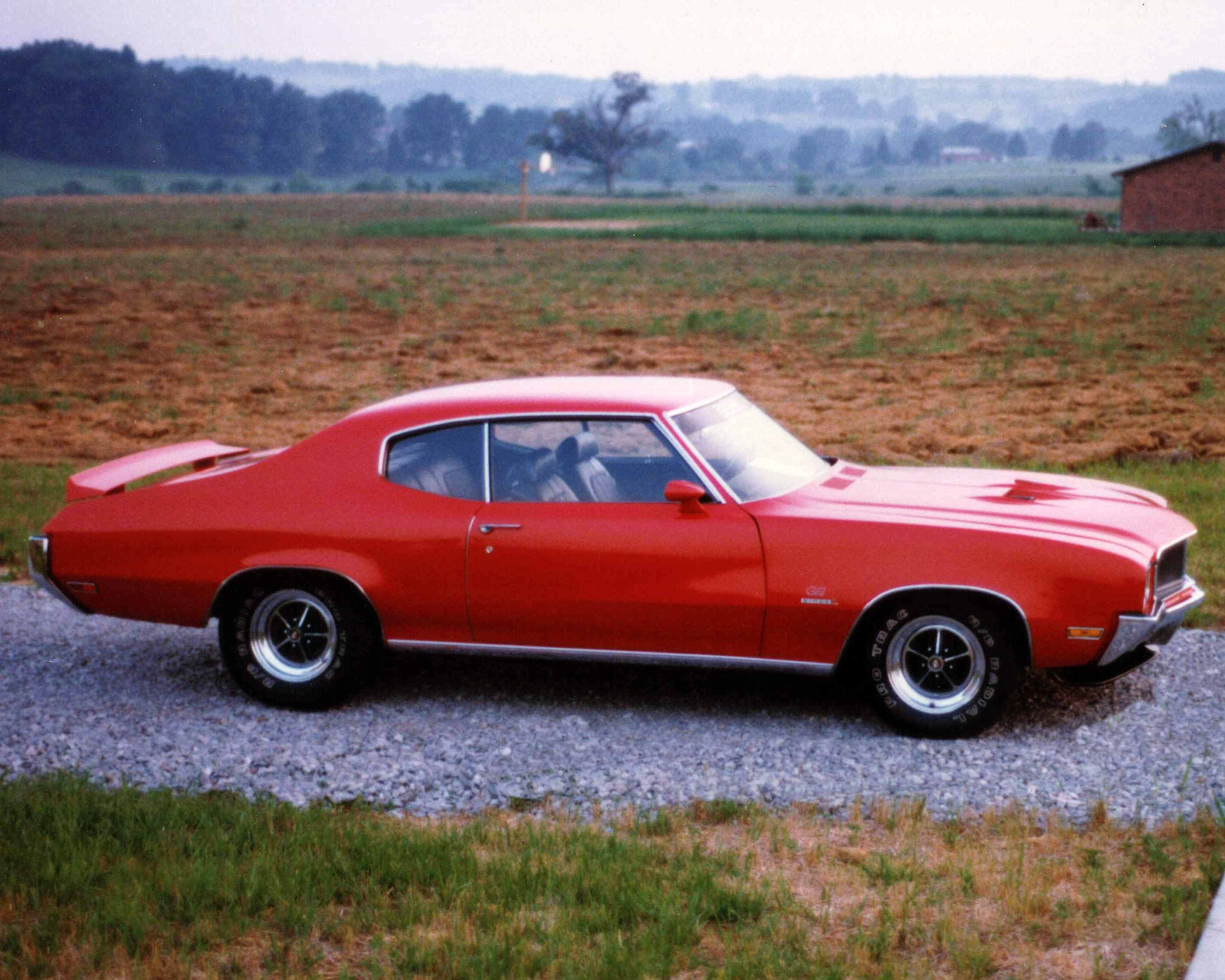
Buick GS 455

Der Buick Gran Sport ist ein Muscle-Car der amerikanischen Automarke Buick, die zum General Motors Konzern gehört.

## Trivia
Wie bei Oldsmobile der 442, ist bei Buick der GS oder der Gran Sport ein so genanntes High-performance-option-package, das dem Fahrzeug auf der Basis eines Skylark den neuen Namen gibt. Das GS-Package war auch für die Buick Modelle Riviera und Wildcat zu haben und bestand im Wesentlichen aus steiferen Federn und Stabilisatoren sowie stärkeren Stoßdämpfern.

## Gran Sport 400
1965 baute Buick den ersten Gran Sport auf der Basis des Mittelklassewagens Skylark. Man konnte damals einen Skylark auch mit einem V8 bestellen. Beim Gran Sport hingegen war der stärkste Buick-V8 eingebaut. Dieser hatte 6,6 l (401 in³) Hubraum und brachte nach Herstellerangaben 242 kW (325 hp) und 603 Nm (445 ft.lbf). Buick verkaufte über 15.000 Gran Sports im ersten Jahr und nochmal so viele im zweiten Jahr. So behauptete sich Buick im Musclecar-Wettkampf. 1967 baute Buick den Gran Sport 400 mit einem neu entwickelten 400-cui-Motor, dieser leistete nun 253 kW (340 hp) bei 5.000 min−1 und hatte ein Drehmoment von 597 Nm (440 lb-ft) bei 3.200 min−1. 1969 spendierte Buick dem GS400 eine neue Motorhaube mit Ram-Air-Lufteinlässe, diese sollten die Leistung bis zu 8 % erhöhen und das Drehmoment um 6 %. Zeitgleich liefen die ersten Buick GS400 mit der Stage-1-Option vom Band. Dies war eine limitierte Auflage von weniger als 1500 Autos, die Leistung des Motors stieg mit dieser Option auf 257 kW (345 hp) und das maximale Drehmoment auf 597 Nm (440 ft.lbf). So wurde die 1/4 Meile in 14,4 Sekunden gefahren. Buick bot aber noch mehr Leistung an mit der seltenen Stage-2-Option. Offiziell leistete der Stage 2 modifizierte Motor 268 kW (360 hp), was aber untertrieben war. Einige Kunden maßen bei ihren Stage-2-Buicks über 368 kW. Buick selber warb in einem Prospekt mit der Aufschrift „360 hp, quarter Mile in 12.5 Seconds“.

## Gran Sport 340/350
1967 baute Buick ein Schwestermodell, den Gran Sport 340 mit einem 5,6-l-Motor (340 in³) mit einer Verdichtung von 10,25:1, womit er 193 kW (260 hp) bei 4.200 min−1 und 495 Nm (365 ft.lbf) bei 2.800 min−1 leistet. 3.692 Stück verließen die Buick-Werke. Im darauf folgenden Jahr wurde dann der 5,7-l-Motor (350 in³) Motor eingebaut und blieb bestehen bis 1975.
Ein kleines Modell, der Gran Sport 231, wurde 1975 produziert.

## GS455
Der Gran Sport 400 wurde 1970 durch den noch stärkeren Gran Sport 455 ersetzt. Dessen Motor mit 7,5 l (455 in³) Hubraum erbrachte eine Leistung von 260 kW (350 hp) bei 4600 min−1 und ein Drehmoment von 691 Nm (510 ft.lbf) bei 2800 min−1. Der GS455 beschleunigte von 0 auf 100 km/h in 6,5 Sekunden. Mit der Performanceoption Stage 1 war der Wagen eine Sekunde schneller auf 100 km/h.
1972 erhielt der Buick GS 455 Stage 1 vom Hot-Rod Magazine den Titel Competition car of the year.
Die Leistung wurde mit „nur“ 270 bhp angegeben.
Der Gran Sport 400 legte die Viertelmeile in nur 14,23 Sekunden zurück.